# Quận Jones, North Carolina
Quận Jones là một quận nằm ở tiểu bang Bắc Carolina. Tại thời điểm năm 2000, quận có dân số 10.381 người. Quận lỵ đóng ở Trenton6.
Quận Jones thuộc vùng đô thị New Bern, Bắc Carolina.
Quận được lập ngày năm 1779 từ phần phía tây nam của Quận Craven. Quận được đặt tên theo Willie Jones, một nhà lãnh đạo trong cách mạng Mỹ.

## Địa lý
Theo Cục điều tra dân số Hoa Kỳ, quận có tổng diện tích 473 square miles (1.226 km²), trong đó, 472 dặm Anh vuông (1.222 km²) là diện tích đất và 1 dặm Anh vuông (4 km²) trong tổng diện tích (0,30%) là diện tích mặt nước.

### Các thị trấn
Quận được chia thành 7 xã, which are both numbered and named: 1 (White Oak), 2 (Pollocksville), 3 (Trenton), 4 (Cypress Creek), 5 (Tuckahoe), 6 (Chinquapin), và 7 (Beaver Creek).

### Các quận giáp ranh
- Quận Craven, Bắc Carolina - Đông bắc
- Quận Carteret, Bắc Carolina - Đông nam
- Quận Onslow, Bắc Carolina - Nam
- Quận Duplin, Bắc Carolina - Tây
- Quận Lenoir, Bắc Carolina - Tây bắc

### Các khu bảo tồn quốc gia
- Quận Croatan National Forest (một phần)

## Thông tin nhân khẩu
Theo cuộc điều tra dân số2 tiến hành năm 2000, quận này có dân số 10.381 người, 4.061 hộ, và 2.936 gia đình sinh sống trong quận này. Mật độ dân số là 22 người trên mỗi dặm Anh vuông (8/km²). Đã có 4.679 đơn vị nhà ở với một mật độ bình quân là 10 trên mỗi dặm Anh vuông (4/km²). Cơ cấu chủng tộc của dân cư sinh sống tại quận này gồm 60,97% người da trắng, 35,87% người da đen hoặc người Mỹ gốc Phi, 0,36% người thổ dân châu Mỹ, 0,15% người gốc châu Á, 0,04% người các đảo Thái Bình Dương, 1,70% từ các chủng tộc khác, và 0,92% từ hai hay nhiều chủng tộc. 2,72% dân số là người Hispanic hoặc người Latin thuộc bất cứ chủng tộc nào.
Có 4,061 hộ trong đó có 31,70% có con cái dưới tuổi 18 sống chung với họ, 52,20% là những cặp kết hôn sinh sống với nhau, 15,20% had a female householder with no husband present, và 27,70% là không gia đình. 24,50% trong tất cả các hộ gồm các cá nhân và 11,40% có người sinh sống một mình và có độ tuổi 65 tuổi hay già hơn. Quy mô trung bình của hộ là 2,53 còn quy mô trung bình của gia đình là 2,99,
In the county the population was spread out with 25,70% dưới độ tuổi 18, 6,80% từ 18 đến 24, 26,90% từ 25 đến 44, 25,20% từ 45 đến 64, và 15,40% người có độ tuổi 65 tuổi hay già hơn. Độ tuổi trung bình là 39 tuổi. Cứ mỗi 100 nữ giới thì có 93,00 nam giới. Cứ mỗi 100 nữ giới có độ tuổi 18 và lớn hơn thì, có 89,90 nam giới.
Thu nhập trung bình mỗi hộ ở quận là $30.882, và thu nhập bình quân của một gia đình ở quận này là $35.180, Nam giới có thu nhập bình quân $28.662 so với mức thu nhập $19.536 đối với nữ giới. Thu nhập bình quân đầu người của quận là $15.916, Khoảng 14,20% gia đình và 16,90% dân số sống dưới ngưỡng nghèo, bao gồm 22,30% những người có độ tuổi 18 và 16,70% là những người 65 tuổi hoặc già hơn.

## Thành phố và thị trấn
- Maysville
- Pollocksville
- Trenton